# 伍被
伍被（？—前122年），西汉楚国人。

## 生平
相传他是伍子胥的后代，以才能著称于世。淮南王刘安喜欢学术，招揽英才，任用伍被为中郎。刘安计划举兵反朝廷，问计於伍被，伍被力谏刘安不要造反，刘安不听。后来只好被迫向刘安谋划，刘安谋反事发之后，伍被向汉廷自首谋反的经过，汉武帝念及他的才学，想要赦免他。张汤说伍被為淮南王谋畫反計，罪無可赦。于是被武帝诛杀。

## 延伸阅读
[在维基数据编辑]
 《漢書/卷045》，出自班固《漢書》